# Khalil Bani Attiah
Khalil Zaid Bani Attiah (Ammán, 1991. június 8. –) jordániai válogatott labdarúgó, az Al-Faisaly (Harmah) középpályása, de a szaúd-arábiai klub hátvédként is bevetheti.
Öccse, Nourideen Bani Attiah az Al-Faisaly utánpótlás-válogatott kapusa.

## Pályafutása

### A válogatottban
2011. március 29-én játszotta első mérkőzését a jordán válogatottban Észak-Korea elleni barátságos találkozón az Egyesült Arab Emírségekben található Sardzsában.
Két Ázsia-kupán vett részt: 2015-ben és 2019-ben